# Schwarzenberg-Denkmal

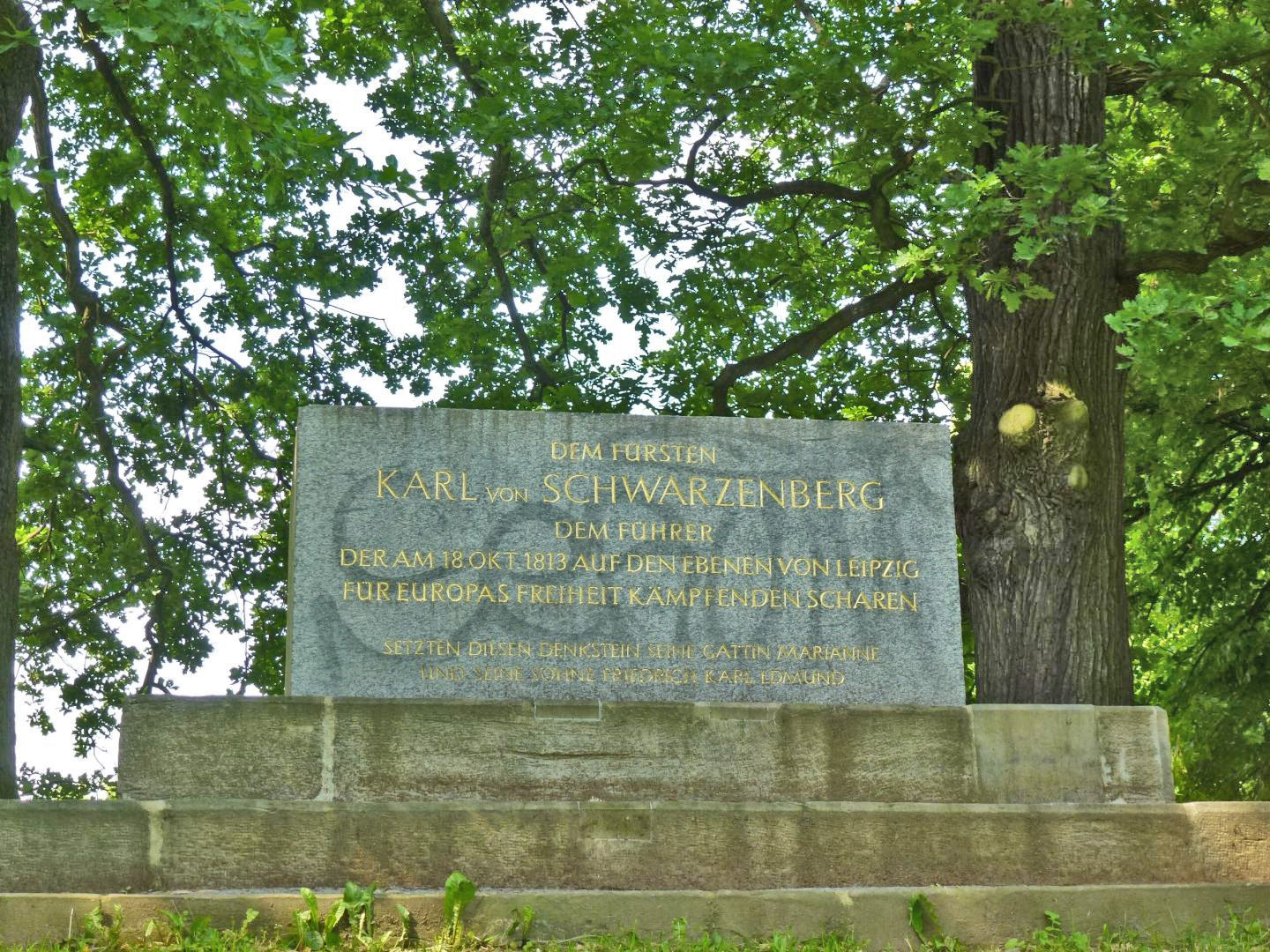
Schwarzenberg-Denkmal (2013)

Das Schwarzenberg-Denkmal im Leipziger Stadtteil Meusdorf erinnert an Fürst Karl Philipp zu Schwarzenberg (1771–1820), den Oberbefehlshaber der verbündeten Streitkräfte gegen Napoleon in der Völkerschlacht bei Leipzig 1813, der 1820 in Leipzig verstarb. Es steht unter Denkmalschutz.

## Lage und Gestalt

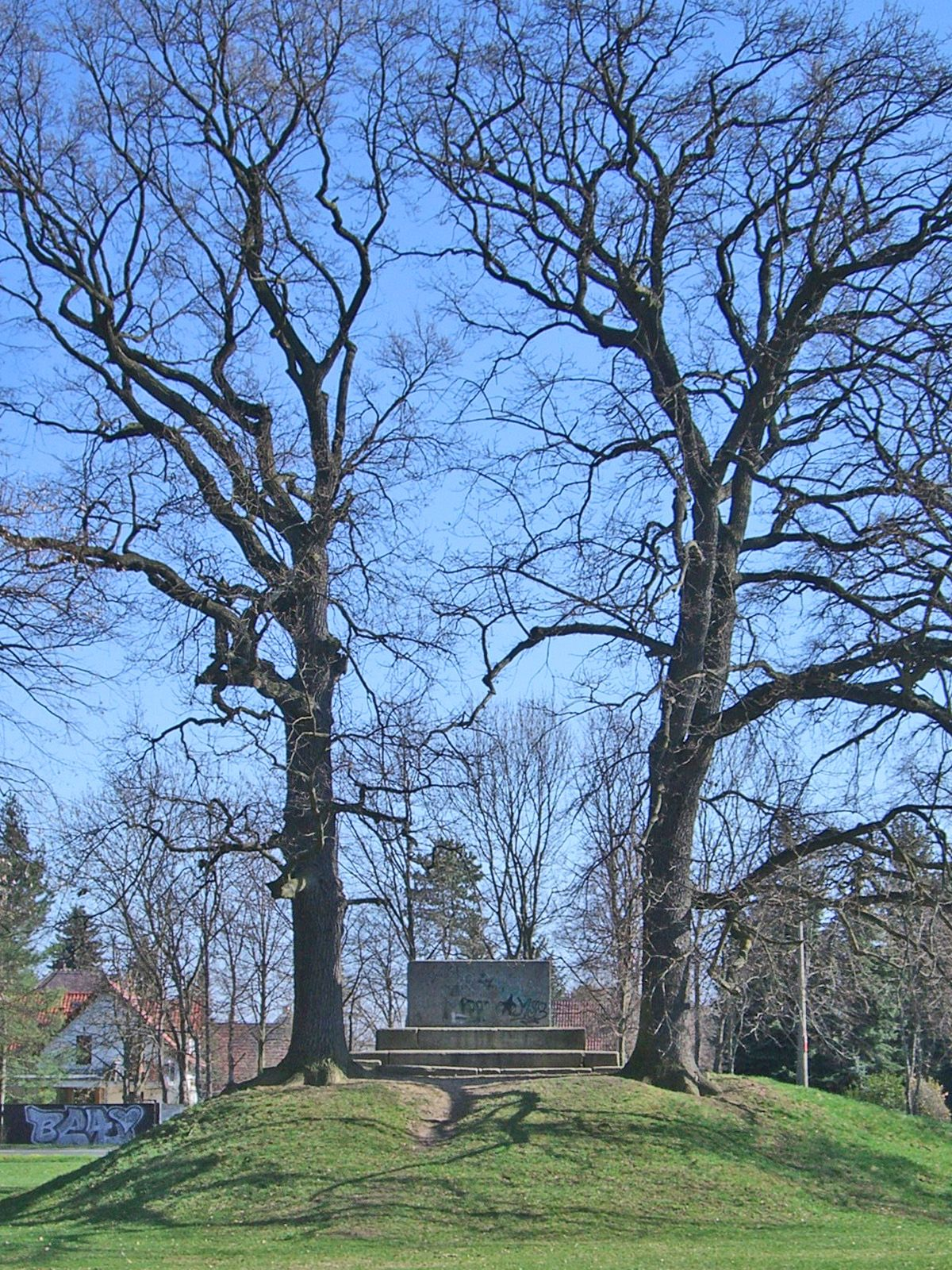
Rückansicht (2010)

Das Schwarzenberg-Denkmal befindet sich im Park Meusdorf, einer südwestlich an die Prager Straße grenzenden Grünanlage. Es steht auf einem etwa zwei Meter hohen Erdhügel, flankiert von zwei hohen Eichen. Hier auf dem gegenüber der Stadt erhöhten Gelände, das später Monarchenhügel genannt wurde, beobachteten am 18. Oktober 1813 die drei verbündeten Monarchen Kaiser Franz I. von Österreich, Zar Alexander I. von Russland und König Friedrich Wilhelm III. von Preußen den Verlauf der Schlacht, als ihnen Fürst Schwarzenberg den bevorstehenden Sieg verkündete.
Das Denkmal ist ein 2,5 Meter langer und je 1,2 Meter hoher und breiter liegender Granitquader auf einem zweistufigen Sandsteinsockel. Auf seiner Vorderseite trägt es vertieft die Inschrift „DEM FÜRSTEN | KARL VON SCHWARZENBERG | DEM FÜHRER | DER AM 18. OKT. 1813 AUF DEN EBENEN VON LEIPZIG | FÜR EUROPAS FREIHEIT KÄMPFENDEN  SCHAREN | SETZTEN DIESEN STEIN SEINE GATTIN MARIANNE | UND SEINE SÖHNE FRIEDRICH, KARL, EDMUND“, sowie auf der Rückseite „GEB. DEN 15. APRIL 1771 IN WIEN | GEST. den 15. OKT. 1820 IN LEIPZIG“:

## Geschichte
Im Sommer 1815 quittierte Fürst Schwarzenberg den Militärdienst und zog sich auf sein Schloss Orlik zurück. 1817 erlitt er einen Schlaganfall und verweilte daraufhin einige Zeit zur Kur in Karlsbad. Als sich sein Zustand verschlechterte, reiste er im April 1820 nach Leipzig, um sich in Behandlung bei Samuel Hahnemann (1755–1843), dem Begründer der Homöopathie, zu begeben und durch den Besuch der Stätten seines Ruhmes von 1813 Erleichterung zu finden. Er wohnte in einem Gartenhaus an der Milchinsel, einem Gartengrundstück östlich der Innenstadt. Nach einem Rückfall am 1. Oktober ließ ihn der sächsische König Friedrich August I. ins Königshaus am Markt bringen, wo er am 15. Oktober verstarb. Obwohl es Überlegungen gab, ihn in Leipzig, gegebenenfalls am Monarchenhügel, zu begraben, wurde er in die schwarzenbergische Grabkapelle in Wittingau überführt.

Historische Ansichten
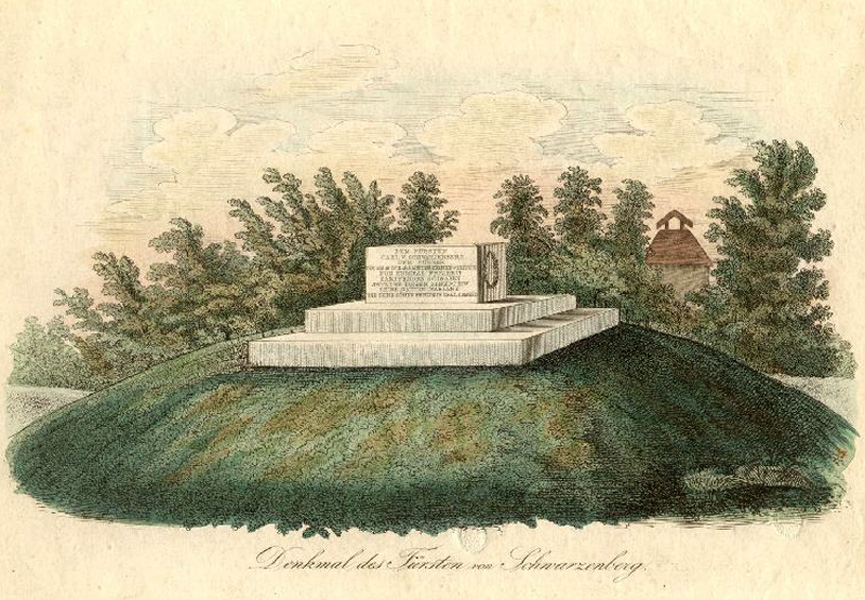
Um 1840
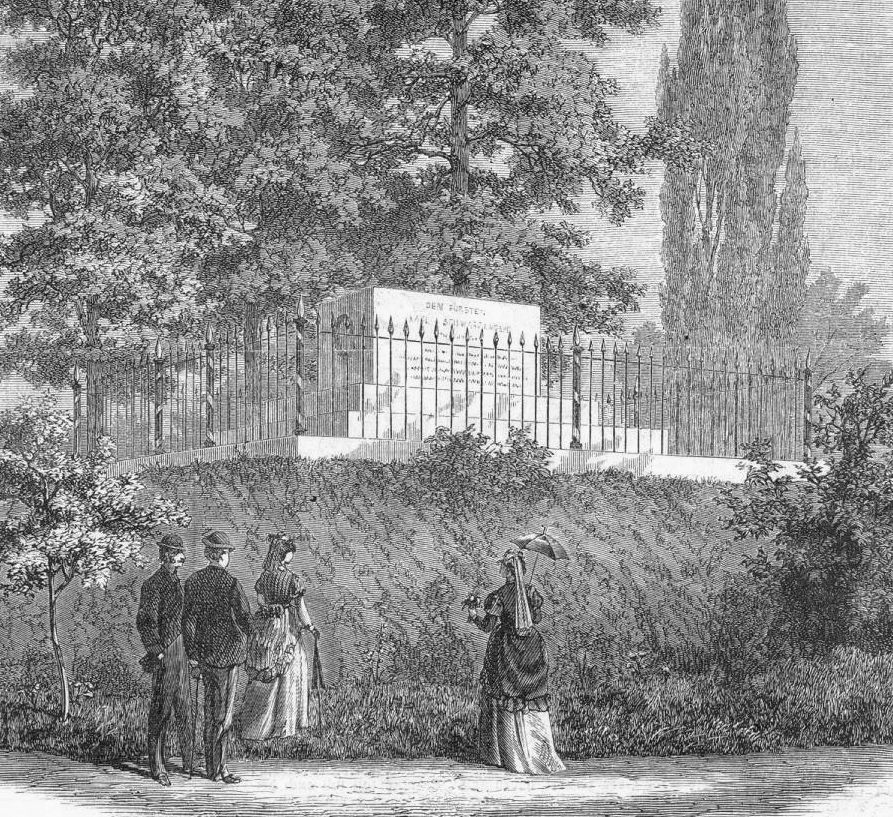
1873
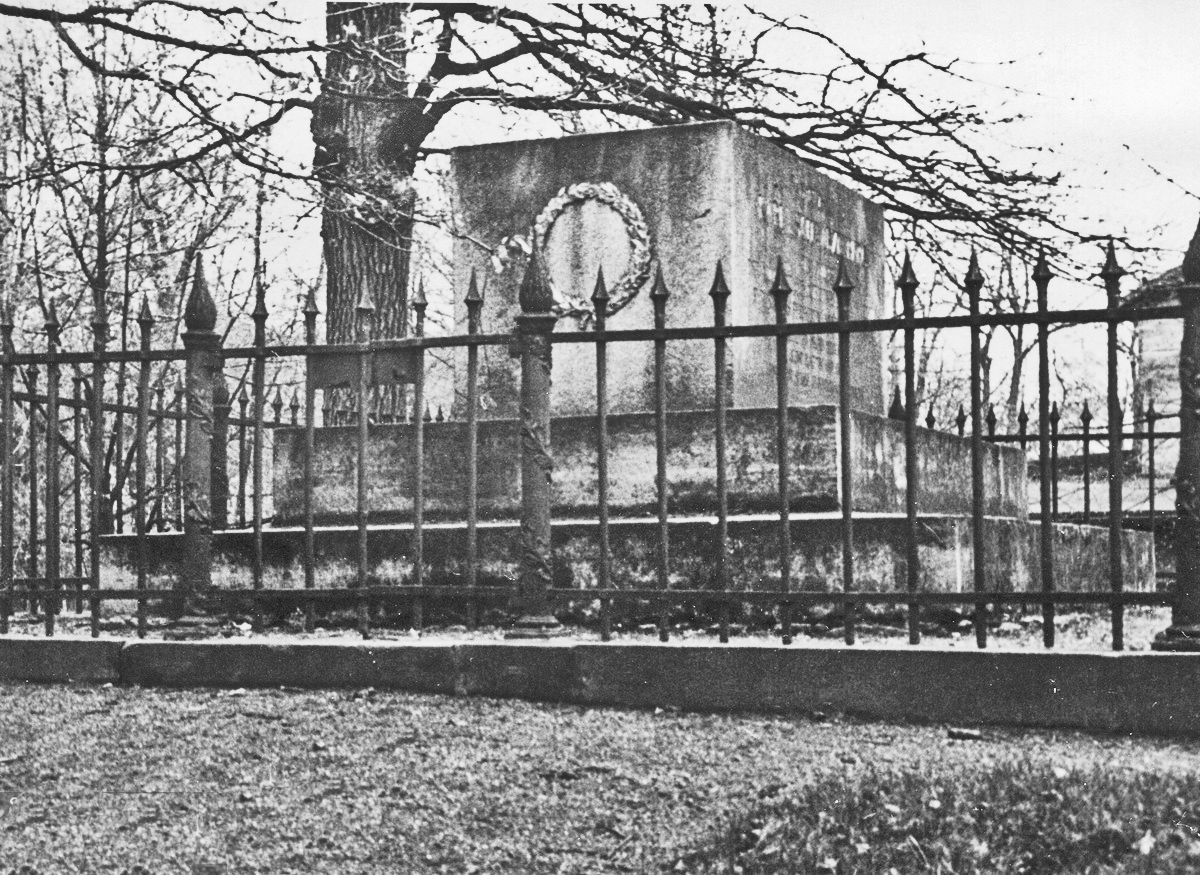
Vor 1936

Anfang der 1830er Jahre ließen seine Witwe, Maria Anna Fürstin zu Schwarzenberg, geborene Gräfin Hohenfeld (1768–1848), und seine Söhne von der Leipziger Steinmetzfirma Schirmer ein Denkmal anfertigen, das am 19. Oktober 1838, dem 25. Jahrestages des Sieges in der Völkerschlacht, eingeweiht wurde und bis heute besteht. Gegen Vandalismus und Diebstähle – es verschwanden mehrfach bronzene Lorbeerkränze von den Schmalseiten des Denkmals – wurde um 1870 ein kunstvolles Umfassungsgitter angebracht. Als nach 1900 von der benachbarten Gaststätte ausgehend ein Ausflugspark entstand, war das Denkmal einbezogen. Nach 1945 verschwanden Gitter und Lorbeerkränze und auch die Grotte unter dem Denkmalhügel, die Gebeine yon 1813 gefallenen Österreichern enthielt und auf Wunsch geöffnet worden war. Heute dient der Hügel in Winter – soweit Schnee vorhanden – als Rodelbahn.